# Hochebene von Danili
Die Hochebene von Danili (griechisch Οροπέδιο Δανίλη) ist eine kleine Hochebene im Südosten der Insel Salamis. Sie liegt in etwa 150 m Höhe nördlich des Berges Kochi (griechisch Κόχη, 276 m) und hat eine Größe von etwa 8 ha.
Am westlichen Ende der Hochebene beginnt die Schlucht von Agios Dimitrios. Nach etwa 400 m öffnet sich die Schlucht bei der byzantinischen Kirche Agios Dimitrios (13.–14. Jahrhundert), nach der sie auch benannt wurde, in ein weites Tal. Auf einem Hügel nördlich der Hochebene befinden sich die Überreste eines kleinen Forts aus spätklassischer bis hellenistischer Zeit (Ende 4. Jahrhundert v. Chr.). Bei archäologischen Grabungen entdeckte man hier athenische Bleigewichte, bronzene Nägel und Pfeilspitzen, eine bronzene Ahle, Münzen aus Athen und Pelinnaion. Am Fuße des Hügels fanden sich ein Teil einer großen Statue und der Oberschenkel einer zweiten überlebensgroßen Statue. Hier entdeckte man auch eine christliche Inschrift.
Südlich der Hochebene von Danili gibt es ein weiteres kleines Fort von etwa 300 m², das etwas später als das erstgenannte erbaut wurde. Es stand vermutlich mit diesem im Zusammenhang. Es befindet sich auf einem Plateau in der Nähe des Gipfels nördlich eines Grats etwa 500 m nordwestlich der Höhle des Euripides. Es ist im Norden und Osten von einer starken Mauer umgeben und hat eine weite Toröffnung. Als West- und Südgrenze des Forts dient die steile Felswand des Grats. Oberhalb der Befestigung fand man ein in den Fels gearbeitetes Petteia-Spielbrett. Hier vertrieb sich vermutlich die im Fort stationierte Wachmannschaft die Zeit. Auf dem Gipfel fand man die Fundamente eines Turmes.